# 加藤将太
加藤 将太（かとう しょうた、1994年6月12日 - ）は、日本の俳優である。
東京都出身。サンミュージックブレーン所属。

## 人物
ケイン・コスギみたいなアクション俳優になりたいと想い、芸能界入り。バーモントカレーのCMでは、サッカー選手・小野伸二と共演した。将来の夢は海外の映画作品に出演すること。
2003年『ハマの静香は事件がお好き』で俳優デビュー。

## 出演

### テレビドラマ
- 金曜エンタテインメント ハマの静香は事件がお好き（2003年4月、フジテレビ）
- 魔弾戦記リュウケンドー（2006年、テレビ東京）為吉子供時代 役
- 金田一耕助シリーズ 第3弾〜女王蜂〜（2006年1月6日、フジテレビ）
- 愛の劇場 病院へ行こう! 第30話（2006年3月、TBS）直井弘明 役
- 轟轟戦隊ボウケンジャー 第9話（2006年4月、テレビ朝日）伊能真墨（少年期） 役
- 火曜ドラマゴールド 出張料理人〜最後の晩餐届けます〜（2006年11月、日本テレビ）葛西健太 役
- 翼の折れた天使たち 第四夜「商品」（2007年3月1日、フジテレビ）
- ひまわり〜夏目雅子27年の生涯と母の愛〜（2007年9月16日、TBS）
- 美容少年★セレブリティ（2007年、テレビ東京）潤 役
- 月曜ゴールデン 占い師みすず 事件は運命の彼方に3（2008年6月23日、TBS）拓海 役
- 大好き!五つ子 完結編（2009年、TBS）柴田敦也 役
- ゴーストタウンの花（2009年3月20日、テレビ朝日）武田拓実 役
- 絶対零度〜未解決事件特命捜査〜 Case.4（2010年5月4日、フジテレビ）水木丈太郎（14歳） 役

### バラエティ
- ほんとにあった怖い話（2004年、フジテレビ）ほん怖メンバー
- Rの法則（2011年、NHK教育）R'sメンバー

### CM
- NTTドコモ東海（2004年6月）
- ケンタッキーフライドチキン（2005年7月）
- ハウス食品 バーモントカレー「ドッジボール」編（2005年）
- 甲虫王者ムシキング スーパーコレクション（2007年）
- コカ・コーラ ジョージア「宣言」篇（2011年）
- 全薬工業 新ジキニン顆粒「家族のかぜに」篇（2013年）
- USJ 2015春「スコープ」篇（2015年）

### 映画
- 同じ月を見ている（2005年11月19日）
- スキトモ（2007年1月）
- 育子からの手紙（2010年4月）中村直人 役

### ネット配信
- AKBラブナイト 恋工場 第14話「右フックの彼女」（2016年6月2日、テレ朝動画）雅紀 役